# Stanislas Carré de Malberg
Stanislas Carré de Malberg (* 18. August 1969) ist ein französischer Drehbuchautor, Schauspieler und Filmregisseur.

## Leben
Stanislas Carré de Malberg wurde 1969 geboren.
Er gab sein Debüt mit 17 Jahren im Film Auf Wiedersehen, Kinder von Louis Malle. Im Jahr 2004 wechselte er hinter die Kamera und inszenierte „The Enchanted“ über einen geistig behinderten Mann, der Vater eines kleinen Mädchens ist.
Er wurde für den César 2015 für das Beste Originaldrehbuch für Verstehen Sie die Béliers? nominiert.

## Filmografie

### Regie
- 2004: La vache qui pleure
- 2017: La Bouse
- 2023: Wenn Hirsche Flügel haben

### Schauspieler
- 1987: Auf Wiedersehen, Kinder
- 1989: Un été d’orages
- 1990: V comme vengeance
- 1991: Sentiments
- 1991: Rien que des mensonges
- 1992: Solo Per dirti addio
- 1992: Ein Herz im Winter
- 1992: Nestor Burmas Abenteuer in Paris
- 1993: Der Jäger der Finsternis
- 1993: Estelle
- 1995: Jefferson in Paris
- 1996: Eine englische Ehefrau
- 1996: Die Elsässer
- 2007: Quelques instants avec vous
- 2021: Friendzone

### Drehbuchautor
- 2001: Carnets d’ado
- 2004: La vache qui pleure
- 2006: Coeur océan
- 2008: Cellule identité
- 2009: La Cour des grands
- 2009: Paris 16ème
- 2007–2011: R.I.S. Police scientifique
- 2014: Verstehen Sie die Béliers?
- 2017: La Bouse
- 2021: CODA
- 2021: Friendzone
- 2023: Wenn Hirsche Flügel haben